# Всеукраїнська громада
Всеукраї́нська грома́да  — політичний альянс, створений для участі у дострокових парламентських виборах 2007 року. 
Зареєстрований 22 серпня 2007 р.
До складу блоку увійшли:
- Всеукраїнська партія Миру та Єдності,
- партія Національно-демократичне об'єднання Україна,
- партія Совість України,
- Політична партія малого і середнього бізнесу.

Перша п'ятірка мала такий вигляд:
1. Поречкіна Лідія Степанівна
2. Моргун Федір Трохимович
3. Петринюк Василь Андрійович
4. Авдієвський Анатолій Тимофійович
5. Кожан Володимир Дмитрович

Блок не потрапив до Парламенту, набравши близько 0,05 % голосів.